# Serres-sur-Arget
Serres-sur-Arget – miejscowość i gmina we Francji, w regionie Oksytania, w departamencie Ariège.
Według danych na rok 2010 gminę zamieszkiwało 813 osób, a gęstość zaludnienia wynosiła 46 osoby/km².